# Liga Premier de Antigua y Barbuda 2014-15
La Liga Premier de Antigua y Barbuda 2014/2015 fue la edición número 41 del torneo en el fútbol de Antigua y Barbuda. Inició el 20 de septiembre del 2014 y finalizará el 14 de diciembre del 2014 en su primera vuelta.

## Sistema de campeonato
Se disputarán 18 fechas enfrentándose todos los equipos, al final quien acumuló más puntos en la temporada finalice campeón. El equipo que finalice en la posición ocho jugó promoción para mantener su cupo en Liga Premier y los últimos dos equipos de la clasificación descienden a la Primera División.

## Datos de los clubes
| - Asot Arcade Parham F.C - Bargain Motors Grenades F.C - BASSA S.C - Cool & Smooth-Argos Greenbay Hoppers F.C - Ottos Rangers | - LIME Old Road F.C - Five Islands - Sani Pro Fort Road F.C - Sugar Ridge SAP F.C - Urling Golden Stars |

## Clasificación
Se disputa desde 20 de septiembre del 2014.
|  |     | Equipos               |  | PJ | PG | PE | PP | GF | GC | Dif | Pts |
|  | --- | --------------------- |  | -- | -- | -- | -- | -- | -- | --- | --- |
|  | 1.  | Parham F.C.           |  | 18 | 15 | 2  | 1  | 45 | 7  | +38 | 47  |
|  | 2.  | Greenbay Hoppers F.C. |  | 18 | 11 | 4  | 3  | 31 | 20 | +11 | 37  |
|  | 3.  | SAP FC                |  | 18 | 11 | 2  | 5  | 31 | 18 | +13 | 35  |
|  | 4.  | Grenades FC           |  | 18 | 9  | 1  | 8  | 35 | 35 | 0   | 28  |
|  | 5.  | Fort Road FC          |  | 18 | 8  | 2  | 8  | 30 | 25 | +5  | 26  |
|  | 6.  | Ottos Rangers         |  | 18 | 6  | 3  | 9  | 23 | 24 | -1  | 21  |
|  | 7.  | Old Road FC           |  | 18 | 6  | 3  | 9  | 28 | 33 | -5  | 21  |
|  | 8.  | Five Island           |  | 18 | 5  | 4  | 9  | 20 | 28 | -8  | 19  |
|  | 9.  | BASSA S.C.            |  | 18 | 3  | 6  | 9  | 12 | 24 | -12 | 15  |
|  | 10. | Urlings Golden Stars  |  | 18 | 2  | 1  | 15 | 12 | 53 | -41 | 7   |

|  | Campeón.                          |
|  | Juega Promoción.                  |
|  | Descendido a la Primera División. |